# بنجامين فرانكلين بوش (رجل أعمال)
بنجامين فرانكلين بوش (بالإنجليزية: Benjamin Franklin Bush)‏ هو شخصية أعمال أمريكي، ولد في 5 يوليو 1860 في ويلزبورو في الولايات المتحدة، وتوفي في 28 يوليو 1927.